# Cuadros
Cuadros – gmina w Hiszpanii, w prowincji León, w Kastylii i León, o powierzchni 109,7 km². W 2011 roku gmina liczyła 2010 mieszkańców.